# Pianeti di Alien
Questa è la lista completa dei pianeti presenti nell'universo di Alien.

## Lista dei pianeti

### A

#### Alpha Centauri 3
Situato a 8,6 anni luce dalla Terra, il pianeta era inizialmente abitato da coloni umani dediti all'estrazione dei minerali da spedire sulla Terra. 
 Nel 2593 una nave drone Predator ha collocato sul pianeta diverse uova di Xenomorfi e come conseguenza della cosa la popolazione umana è stata eliminata. Successivamente il pianeta è diventato luogo di caccia dei Predators i quali, a causa dell'alto numero di xenomorfi presenti, sono stati anch'essi eliminati. Un predator, certo che sul pianeta viva una regina xenomorfa, si è recato sul pianeta per eliminarla. Compare in Alien vs Predator: The Last of His Clan.

#### Arcturus
Pianeta natale degli Arturiani. In realtà Arcturus è la stella più luminosa situata nell'emisfero celeste settentrionale. Compare in Aliens Adventure Game.

#### Arcturus IV
Pianeta che ha fatto da sfondo ad un precedente incontro con i marines coloniali e gli Xenomorfi. Viene menzionato nel fumetto sotto forma di trading card Operation: Aliens.

#### Aurore 510
Pianeta colonia che ospitava due reggimenti di riserva dei Marines Coloniali. Compare in Aliens: Colonial Marines Technical Manual.

### B

#### B54C
Pianeta roccioso coperto di lava situato nello spazio profondo e dotato di un'atmosfera sottile.
Un po' di tempo dopo gli eventi di Alien, sul pianeta si è verificata un'infestazione di Xenomorfi. Il pianeta è stato infine distrutto dall'astronave di un Ingegnere. Compare in Aliens: A Comic Book Adventure.

#### Bellatrix II
Pianeta dove Machiko Noguchi si stabilì dopo aver tradito e abbandonato il clan Predator con il quale cacciava.

#### Bernice 378
Colonia nello spazio colonizzato dall'esercito Anglo-Giapponese e terzo pianeta in orbita intorno alla stella primaria del sistema Mu Herculis. Compare in Aliens: A Comic Book Adventure.

#### BG-386
Pianeta lussureggiante situato in una regione sconosciuta dello spazio.  
 È sede della colonia di Freya's Prospect e di una struttura di ricerca della Weyland-Yutani situata intorno a rovine Yautja. Compare in Alien vs. Predator.

#### Brabenso
Pianeta natale dei Cravenor dotato di montagne e un'atmosfera composta da ossigeno. 
 È stato invaso dai Marines Coloniali ma è ignoto se l'invasione sia andata a buon fine. Compare in Alien vs Predator.

#### Bunda
Pianeta coperto di giungla. È abitato da lucertole simili a scimmie ed una varietà di uccelli e insetti. Possiede solo una luna rocciosa. 
 Anticamente usato dagli Yautja per le loro cacce cerimoniali agli Xenomorfi, il pianeta venne colonizzato dalla Weyland-Yutani che vi ha costruito avamposto d'indagine sulla piattaforma galleggiante Big Archey. Scoperta la presenza sul luogo degli umani, gli Yautja hanno attaccato la piattaforma e l'intervento di Machiko Noguchi ha esteso il conflitto anche con gli Xenomorfi. Compare in Aliens vs. Predator, Aliens versus Predator: War e Aliens vs. Predator: War.

### C

#### Calpamos
Quarto pianeta del sistema stellare Zeta2 Reticuli, Calpamos è un gigante gassoso munito di anelli. 
 Possiede tre lune, due delle quali sono l'LV-223 e l'LV-426. Compare in Alien, Aliens: Colonial Marines, Prometheus, Prometheus: Fire and Stone e Aliens: Fire and Stone. Viene inoltre menzionato in Aliens: Field Report e Alien: River of Pain.

#### Celeste
Pianeta situato vicino a Giove abitato da una specie umanoide che lo usa per il contrabbando di tesori provenienti da altri pianeti. Un uovo di Xenomorfo portato sul pianeta ha causato diversi problemi dopo la nascita di un Chestburster altamente tossico. Compare in Aliens: Kidnapped.

#### Charon 13
Pianeta desolato situato in un sistema dimenticato abitato sia da Xenomorfi che da Yautja. Compare in Aliens vs. Predator: Hell-Bent.

#### Cristóbal
Pianeta colonia usato per le campagne dei Marines Coloniali. Compare in Aliens: Colonial Marines Technical Manual.

### F

#### Felicity
Pianeta coperto da giungla. Compare in Predator: Flesh and Blood.

#### Ferro
Pianeta colonizzato negli anni ottanta del 2100. Il pianeta era desolato e freddo, particolarmente la notte. Intorno al 2179 una bambina di dieci anni di nome Billie si è trasferita a vivere sul pianeta dopo aver perso la famiglia. Menzionato in Aliens.

#### Fiorina "Fury" 161
Pianeta battuto da un vento arido situato nel settore Neroid, in orbita attorno ad un sistema stellare binario. L'esatta posizione del pianeta è tenuta segreta dalla Weyland-Yutani Corporation per motivi di sicurezza. La sua posizione è stimata a circa 19,5 anni luce dalla Terra, appena al di fuori del confine del Nucleo galattico. Sul pianeta sorgono una fonderia ed una colonia penale di massima sicurezza, entrambe di proprietà della Weyland-Yutani. Compare in Alien³.

### G

#### Giove
Quinto e maggiore pianeta del Sistema solare. Giove un gigante gassoso con diverse lune, due delle quali, Io e Callisto, sono abitate dall'uomo dal 2158. Compare in Alien - La clonazione.

### H

#### HD 85512b
Pianeta situato a 36,3 anni luce dalla Terra famoso per essere il luogo dove sorge la colonia di New Earth.

#### Helene 215
Pianeta situato nello spazio colonizzato dall'esercito americano e sede del quartier generale della Space Marine Force Eridani dei Marines Coloniali. Menzionato in Aliens: Colonial Marines Technical Manual.

### L

#### Linna 349
Pianeta anglo-giapponese, dove fu combattuta una battaglia significativa che coinvolse i Marines Coloniali e dei nemici soprannominati dai marines "Bug-Boys". Menzionato in Aliens: Colonial Marines Technical Manual .

#### Lucien
Quarto pianeta del sistema di Lacaille 8760. Ha un satellite conosciuto come Avril. La stazione spaziale Titleman si trova in orbita tra questi corpi celesti.

#### Luna
La Luna è il solo satellite naturale del pianeta Terra. Fu il primo luogo ad essere colonizzato dall'umanità. Gli americani fondarono sul pianeta due insediamenti: Plymouth ed Olympia. La Weyland-Yutani ha avuto sedi importanti della compagnia nella regione del Mare della Tranquillità. Ellen Ripley nacque ad Olympia il 7 gennaio 2092.

#### LV-223
Una delle tre lune orbitanti intorno al pianeta Calpamos nel sistema stellare di Zeta2 Reticuli. Sulla sua superficie sorge un grande sistema montuoso, deserti e vallate. 
 Non è chiaro se fosse popolata da forme di vita prima dell'arrivo degli Ingegneri, ma a un certo punto un gruppo di essi costruirono un avamposto militare sul pianeta dove gli Ingegneri iniziarono diversi esperimenti per costruire delle armi biologiche. 
 Un incidente avvenuto in questa base costò la vita a quasi tutti gli Ingegneri presenti sulla luna. All'interno della base sono stati trovati dei vermi ma è ignoto se siano nativi del luogo. Compare in: Prometheus, Prometheus: Fire and Stone, Aliens: Fire and Stone, Predator: Fire and Stone, Prometheus: Fire and Stone - Omega, Aliens: Life and Death e Alien vs. Predator: Life and Death

#### LV-412
Compare in AVP: Evolution.

#### LV-426
Nota anche come Acheron, è una delle tre lune orbitanti intorno al pianeta Calpamos nel sistema stellare di Zeta2 Reticuli, a 39 anni luce dalla Terra.
Apparizioni:
- Alien (film, romanzo, fumetto)
- Aliens: Apocalisse - Gli angeli della distruzione (menzionato indirettamente)
- Aliens - Scontro finale (film, romanzo)
- Aliens: Newt's Tale
- Alien³ (menzionato)
- Aliens: Colonial Marines Technical Manual
- Aliens. Il nido sulla Terra (menzionato)
- Aliens: Nightmare Asylum (menzionato)
- Aliens: The Female War (menzionato)
- Alien - La clonazione (menzionato)
- Aliens vs. Predator (menzionato)
- Aliens: Colonial Marines/Stasis Interrupted
- Alien: Isolation
- Alien: Isolation
- Alien: Sea of Sorrows (menzionato)
- Prometheus: Fire and Stone (menzionato)
- Aliens: Fire and Stone
- Alien: River of Pain

#### LV-1201
Pianeta verde ricco di vita indigena, che in vari momenti è stato colonizzato dagli Ingegneri, dagli Yautja e dagli esseri umani. A partire dal momento in cui fu visitato dagli Ingegneri, gli Xenomorfi hanno infestato il pianeta. Nessuna specie tecnologicamente avanzata sta attualmente occupando il pianeta. Compare in Aliens versus Predator 2 e Aliens versus Predator 2: Primal Hunt.

#### LV-742
Pianeta ricco di risorse il cui ambiente è costituito da deserti, giungle e canyon con vaste grotte. Compare in Aliens versus Predator: Extinction.

### O

#### Origae-6
Pianeta verso il quale sono diretti i 2.000 coloni presenti a bordo dell'astronave USCSS Covenant. Citato in Alien: Covenant.

#### Oryza
Pianeta dotato di due lune visibili nel cielo notturno che funge da grande colonia agricola. Compare in Aliens: Mondo Pest.

#### Óuranos
Òuranos è un pianeta immaginario su cui si svolge gran parte del film Alien: Covenant.
Ouranos, noto anche come Paradiso (Ouranos è il nome greco), è il quarto pianeta di una stella sconosciuta molto simile al Sole ma molto più antica di quest'ultimo. Il pianeta orbita all'interno della zona abitabile e possiede grandi oceani, un forte campo magnetico, un satellite e una biosfera piuttosto consistente. In origine il pianeta era il mondo natale degli Ingegneri, una razza aliena che creava la vita su altri pianeti utilizzando il proprio DNA, la quale fu però distrutta dall'arrivo nell'anno 2094 dell'androide David 8, il quale rilasciò sulla loro metropoli un pericolosissimo fluido (creato, in realtà, dagli Ingegneri stessi) che li sterminò tutti e uccise ogni forma di vita animale, per poi decadere su tutto il pianeta sotto forma di spore, tramutando Ouranos in una trappola mortale per chiunque vi si recasse. Da allora il pianeta è diventato di dominio esclusivo dei Neomorfi, creature simili agli Xenomorfi ma che si riproducono tramite spore, e David 8 utilizzò questa loro caratteristica per creare la razza degli Xenomorfi. Solo l'arrivo della nave spaziale Covenant permise a David di abbandonare il pianeta con le sue creazioni e iniziare ad infettare altri sistemi, primo fra tutti il pianeta Origae-6, verso il quale si dirigevano i coloni. Compare in Alien: Covenant ed è citato in Prometheus in una scena tagliata.
Alla fine del film Prometheus l'archeologa Elizabeth Shaw e l'androide David 8, unici sopravvissuti dell'equipaggio della Prometheus, dopo aver appreso che gli Ingegneri, i presunti creatori dell'umanità, hanno in seguito cambiato idea e vogliono distruggerla, decidono di andare sul loro pianeta per chiedere loro il motivo di ciò. Inoltre David, in una scena tagliata, indicava la parola Paradiso come possibile traduzione di Òuranos.
In Alien: Covenant - Prologue: The Crossing, David, giunto sul pianeta mentre Elizabeth è ibernata, sgancia su di esso il Black Goo, un liquido usato dagli Ingegneri per frammentate il loro DNA e creare la vita presente all'astronave con cui avevano viaggiato. Tale azione causa la morte di tutti gli Ingegneri.
In Alien: Covenant, I membri dell'equipaggio della nave colonizzatrice Covenant capta un messaggio di aiuto proveniente da Òuranos. Si recano sul pianeta, che è tuttavia divenuto una trappola mortale, dato che il terreno, se calpestato, rilascia spore che penetrano negli esseri viventi, generando al loro interno una creatura aliena, il neomorfo, che nell'uscire all'esterno uccide l'ospite. Dopo alcune morti causate dai Neomorfi, l'equipaggio incontra David 8, che inizialmente finge di volerli aiutare. Ben presto però le reali motivazioni dell'androide si scopriranno. Infatti, odiando l'umanità e i suoi creatori, aveva ucciso questi ultimi, per poi fare esperimenti con le creature nate dal fluido fino a creare, ibridando queste ultime con una vespa parassita nativa del pianeta, il primo esemplare di Xenomorfo, da lui definito un essere perfetto. L'equipaggio riesce a fuggire dall'infernale pianeta e a salire sulla Covenant, ma David riesce a sostituirsi all'androide Walter, fisicamente uguale a lui, e a salire anch'egli sulla nave, portando con sé nuove uova di xenomorfo, per diffondere la loro specie in nuovi pianeti.

### R

#### Rim
Pianeta colonizzato dagli umani intorno al 2170. Nel 2179 alcuni coloni, esplorando una vecchia astronave precipitata sul pianeta, sono rimasti infettati dai Facehugger e hanno dato vita ad un'infestazione di Xenomorfi. Diverse settimane dopo una squadra di Marines Coloniali è giunta sul pianeta per indagare sull'interruzione delle trasmissioni dal pianeta. La squadra verrà completamente massacrata dagli Xenomorfi ad eccezione del Caporale Wilks. Compare in alcuni flashbacks in Aliens. Il nido sulla Terra ed è menzionato in Aliens. Incubo e Aliens: The Female War.

### T

#### Terra
Terzo e il più popolato pianeta del Sistema solare.

### V

#### Vega 4
Pianeta colonizzato dagli uomini. Nel 2493 nella città di New Shanghai ebbe luogo un'infestazione di Xenomorfi ed una caccia Yautja. Compare in Alien vs Predator.